# Alexis Sánchez
Ne doit pas être confondu avec Alexis Sanchez.
Pour les articles homonymes, voir Sánchez et Alexis.
Alexis Alejandro Sánchez Sánchez, également connu comme Alexis Sánchez, né le 19 décembre 1988 à Tocopilla, est un footballeur international chilien qui évolue au poste d'attaquant à l'Udinese Calcio.
Il débute à Cobreloa avant de passer par le club de Colo-Colo, puis en Argentine à River Plate. Après trois saisons passées à l'Udinese (en Italie) où il remporte le titre du meilleur joueur du championnat d'Italie en 2011, il signe dans la foulée au FC Barcelone (en Espagne) pour une indemnité de 26 millions d'euros ainsi que de bonus. Le 10 juillet 2014, il signe un contrat avec Arsenal, pensionnaire de Premier League. Le 22 janvier 2018, il fait l'objet d'un échange avec Henrikh Mkhitaryan à Manchester United. En 2019, il retourne en Italie à l'Inter Milan jusqu'en 2022.
Avec l'équipe du Chili, il remporte deux fois la Copa América en 2015 et en 2016 et est finaliste de la Coupe des Confédérations en 2017. Avec 51 réalisations, il est le meilleur buteur de l'histoire de la sélection chilienne.

## Biographie

### Carrière en club

#### CD Cobreloa (2004-2006)
Alexis Sánchez a été formé à Cobreloa, qu'il a intégré en 2004. Le 12 février 2005, à 16 ans, il fait ses débuts professionnels dans l'équipe première du Club de Deportes Cobreloa. Le 18 mars, il marque son premier but en professionnel.

#### Colo-Colo (2006-2007)

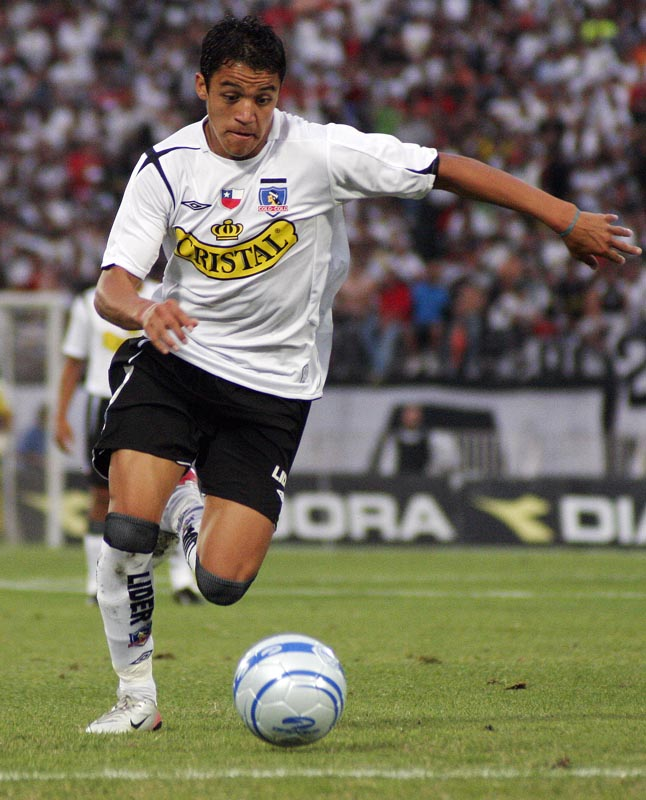
Alexis Sánchez avec Colo-Colo en 2006.

En 2006, il est recruté par le club italien d'Udinese Calcio, et part immédiatement en prêt au Club Social y Deportivo Colo-Colo pour s'aguerrir. Avec le club de Santiago, Alexis Sánchez remporte le tournoi de clôture du championnat du Chili en 2006, puis le tournoi d'ouverture en 2007. Il dispute également la Copa Sudamericana 2006, durant laquelle Colo-Colo s'incline en finale devant les Mexicains du CF Pachuca, et la Copa Libertadores 2007. Dans cette compétition, l'attaquant inscrit un triplé face aux Vénézuéliens du Caracas FC.

#### River Plate (2007-2008)
Sánchez est ensuite prêté au CA River Plate. En septembre 2007, lors d'une rencontre face au Club Atlético Tigre, il subit une blessure à la cheville gauche qui lui vaut trois mois d'indisponibilité,. Avec River Plate, il remporte le tournoi de clôture du championnat d'Argentine en 2008.

#### Udinese (2006-2011)

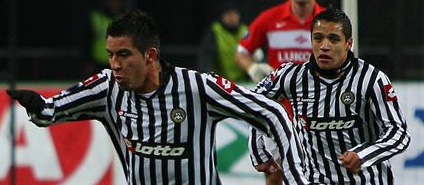
Alexis Sánchez avec Udinese en 2008.

En juillet, il est rappelé en Europe par Udinese en vue de la saison 2008-2009. Il commence par jouer sur le flanc droit de l'attaque avant d'être repositionné dans l'axe à partir de 2010. Le 27 février 2011, il marque un quadruplé contre Palerme lors de la large victoire d'Udinese 0-7. Au terme de la saison 2010-2011, l'Udinese se qualifie pour la Ligue des champions. Après sa très bonne saison, Manchester United, Manchester City, le Real Madrid, l'Inter Milan, Chelsea, le Bayern Munich et le FC Barcelone veulent s'attacher les services du joueur. Le Chilien décide finalement de quitter l'Italie pour rejoindre la Catalogne. En juillet 2011, Alexis Sánchez est élu meilleur espoir du football devant Gareth Bale, Javier Pastore ou encore Eden Hazard.

#### FC Barcelone (2011-2014)

##### Saison 2011-2012

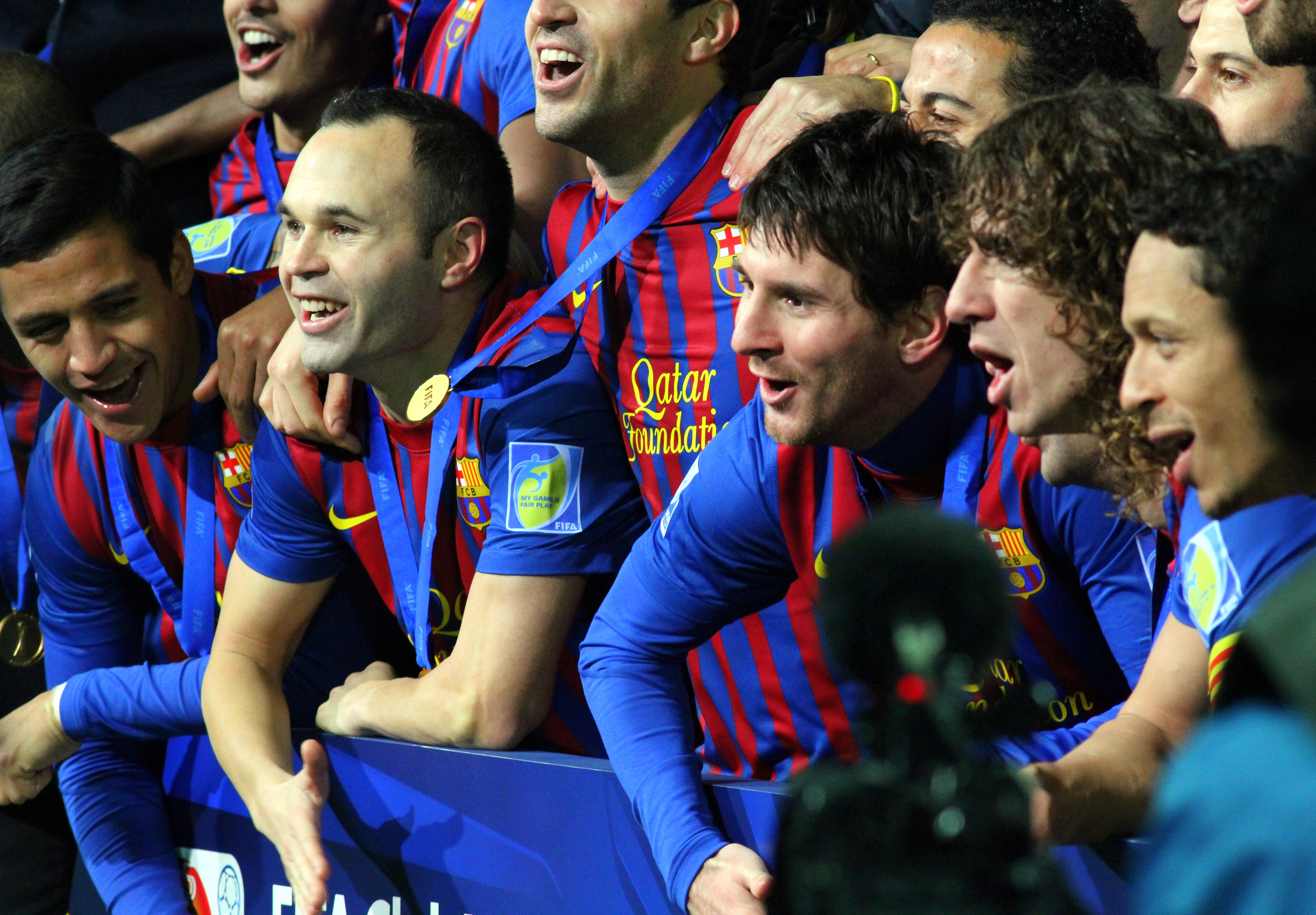
Alexis Sánchez célèbre avec ses coéquipiers de Barcelone après avoir battu Santos FC lors de la finale de la Coupe du monde des clubs de la FIFA en 2011.

Après l'élimination du Chili en Copa América, Alexis Sánchez s'engage en juillet 2011 pour cinq ans au FC Barcelone, contre une indemnité de transfert de 26 millions d'euros et 11.5 millions de bonus. Alexis Sánchez devient ainsi le premier joueur chilien de l'histoire à porter le maillot blaugrana du Barça. Pep Guardiola a justifié le recrutement de Sánchez pour sa versatilité offensive, pour sa capacité à exercer un fort pressing sur l'adversaire et pour sa qualité dans les un-contre-un, qui lui permet de déborder les défenseurs. Alexis fait ses débuts avec le FC Barcelone le 14 août 2011 lors du match aller de la supercoupe d'Espagne, face au Real Madrid (2-2), trophée remporté par le Barça au match retour. Deux semaines plus tard, Alexis gagne la Supercoupe d'Europe contre le FC Porto. Il inscrit son premier but avec le club catalan le 29 août 2011, face à Villarreal en championnat. Le 29 novembre 2011, Alexis marque son premier doublé avec son nouveau club face au Rayo Vallecano de Madrid. Le 3 décembre 2011, il marque un très beau but face à Levante UD. Le 10 décembre 2011 lors du Clásico face au Real Madrid, il marque le but de l'égalisation, le Barça gagne ce match 3-1. Le 18 décembre 2011, Alexis remporte son troisième titre avec le FC Barcelone lors de la Coupe du monde des clubs. Le 15 janvier 2012, il réalise une bonne performance face au Betis Séville, inscrivant un but et une passe décisive dans la victoire (4-2) de son équipe. Le 14 février 2012, Alexis est l'auteur d'un doublé en 8e de finale aller de la Ligue des champions face au Bayer Leverkusen (victoire 3-1 du Barça), ce qui permet au club catalan d'avoir une option sur la qualification en 1/4 de finale. Le 18 avril 2012, il devient le premier Chilien de l'histoire à disputer une demi-finale de Ligue des champions.

##### Saison 2012-2013
Il dispute tous les matchs de pré-saison avec le nouvel entraîneur du Barca, Tito Vilanova. Le 2 octobre 2012, il marque un but en Ligue des champions face au Benfica Lisbonne sur un centre de Lionel Messi. Après un début de saison difficile, Alexis est annoncé partant pour le mercato hivernal. Plusieurs grands clubs comme la Juventus, Manchester United, l'Inter Milan, le SSC Naples et Arsenal sont intéressés par le profil du chilien, mais Tito Vilanova fit clairement part de sa confiance envers Alexis. Le 10 janvier 2013, il relance son compteur en inscrivant un doublé contre Córdoba CF en Coupe du Roi. Un mois plus tard le 10 février 2013, il inscrit son premier but de la saison en liga face à Getafe CF. Le 9 mars 2013 face au Deportivo La Corogne, Alexis Sánchez marque son second but en championnat de la tête sur un centre de Dani Alves. Le 12 mars 2013 face au Milan AC en Ligue des champions, il délivre une passe décisive à Jordi Alba à la 90e minute. Le 6 avril 2013 face au Real Majorque, il réalise un excellent match en inscrivant un doublé et offrant deux passes décisives à Cesc Fàbregas lors de la victoire 5-0 du Barça. Il célèbre son deuxième but en le dédiant à son coéquipier Éric Abidal, de retour après avoir subi une greffe du foie. Le 27 avril 2013 face à l'Athletic Bilbao, Alexis Sánchez inscrit son huitième but de la saison toutes compétitions confondues et son cinquième en Liga. Le 1er mai 2013, Alexis Sánchez et le FC Barcelone se retrouvent une fois de plus éliminé en demi finale de Ligue des champions cette fois-ci face au Bayern Munich. En mai 2013, Alexis Sánchez remporte son premier titre de champion d'Espagne. Le 5 mai 2013 face au Betis Séville, Alexis Sanchez égalise d'une tête plongeante sur un centre d'Andrés Iniesta, 4-2 pour le FC Barcelone. Le 12 mai 2013 face à l'Atlético de Madrid, Alexis Sánchez marque pour la troisième fois consécutive en Liga. Le 26 mai 2013, il marque lors du derby face à l'Espanyol de Barcelone sur une remise en jeu de David Villa.

##### Saison 2013-2014
Avec l'arrivée de Neymar, Alexis Sánchez est annoncé sur le départ, mais c'est finalement son coéquipier David Villa qui fait ses valises pour les déposer à l'Atlético de Madrid. Le Chilien réussit une très bonne pré-saison en étant le joueur le plus utilisé sous la houlette du nouvel entraîneur du FC Barcelone, Gerardo Martino. En confiance, il est titularisé pour le premier match officiel de la saison en Liga BBVA et marque dès la troisième minute face au Levante lors de l'écrasante victoire du club catalan 7-0, ce qui fait de lui le deuxième meilleur buteur du club depuis son arrivée en 2011 après Lionel Messi. De retour après la trêve internationale, Alexis débute sur le banc face au Séville FC, puis entre en jeu à la 63e minute en remplaçant Cristian Tello, il offre la victoire au FC Barcelone à la quatre-vingt quatorzième minutes (3-2). Le 1er octobre 2013, en ligue des champions contre le Celtic Glasgow, Alexis rentre à la 75e minute de jeu à la place de Pedro Rodriguez, une minute plus tard, il délivre un centre plein de lucidité à Cesc Fàbregas, qui trompe Fraser Forster de la tête. Le 5 octobre 2013, Alexis réalise un excellent match en inscrivant un doublé et offrant une passe décisive à Neymar contre Valladolid, il atteint en même temps la barre des 50 buts depuis son arrivée en Europe. À la suite du très bon début de saison réalisé par Sánchez avec le FC Barcelone ainsi qu'avec le Chili, David Moyes, nouvel entraîneur de Manchester United annonce que ce club serait prêt à proposer 25 millions d'euros pour le recruter. Le 26 octobre 2013, Alexis Sánchez offre la victoire au Barça lors du Clásico contre le Real Madrid d'un lob à l'entrée de la surface sur Diego López. Pour son centième match avec le FC Barcelone, il ouvre le score dès la 9e minute sur la large victoire 3-0 face au Celta Vigo. Le 1er novembre 2013, Alexis Sánchez marque l'unique but de la rencontre face à l'Espanyol Barcelone sur un  centre de Neymar à la 68e minute. Le 23 novembre 2013, Alexis Sánchez marque son huitième but de la saison face à Grenade à la suite d'une passe de Neymar à la soixante et onzième minute de jeu. En décembre 2013, la ville de Tocopilla donne le nom d'Alexis Sánchez à une de ses rues. Le 5 janvier 2014, Alexis Sánchez inscrit son premier hat-trick avec Barcelone dont un coup franc face à Elche CF lors de la 18e journée de championnat. À la fin du match, Alexis Sánchez déclare que c'est l'entraîneur Gerardo Martino qui lui a donné la confiance nécessaire pour réussir à élever son niveau de jeu. Alexis Sánchez marque son quinzième but toutes compétitions confondues dont treize en championnat face au Valence CF lors de la défaite du barça 3 buts à 2. Ce but lui permet de dépasser son plus grand nombre de réalisations toutes compétitions confondues depuis son arrivée en Catalogne. Le 9 février 2014, il inscrit le but égalisateur du FC Barcelone face à Seville sur un centre de Messi lors de la large victoire de son équipe 4 buts à 1 et offre une  passe décisive à Cesc Fabregas. Le 3 mai 2014, il marque son 18e but en championnat, le vingtième de la saison toutes compétitions confondues. Le 17 mai 2014, Alexis Sánchez marque son 19e but de la saison en championnat face à l'Atlético de Madrid lors de la dernière journée de championnat, le FC Barcelone finit deuxième devant le Real Madrid avec 87 points. Il termine la saison avec 21 buts et 15 passes décisives en 54 matchs toutes compétitions confondues, la meilleure de sa carrière.

#### Arsenal FC (2014-2018)

##### Saison 2014-2015

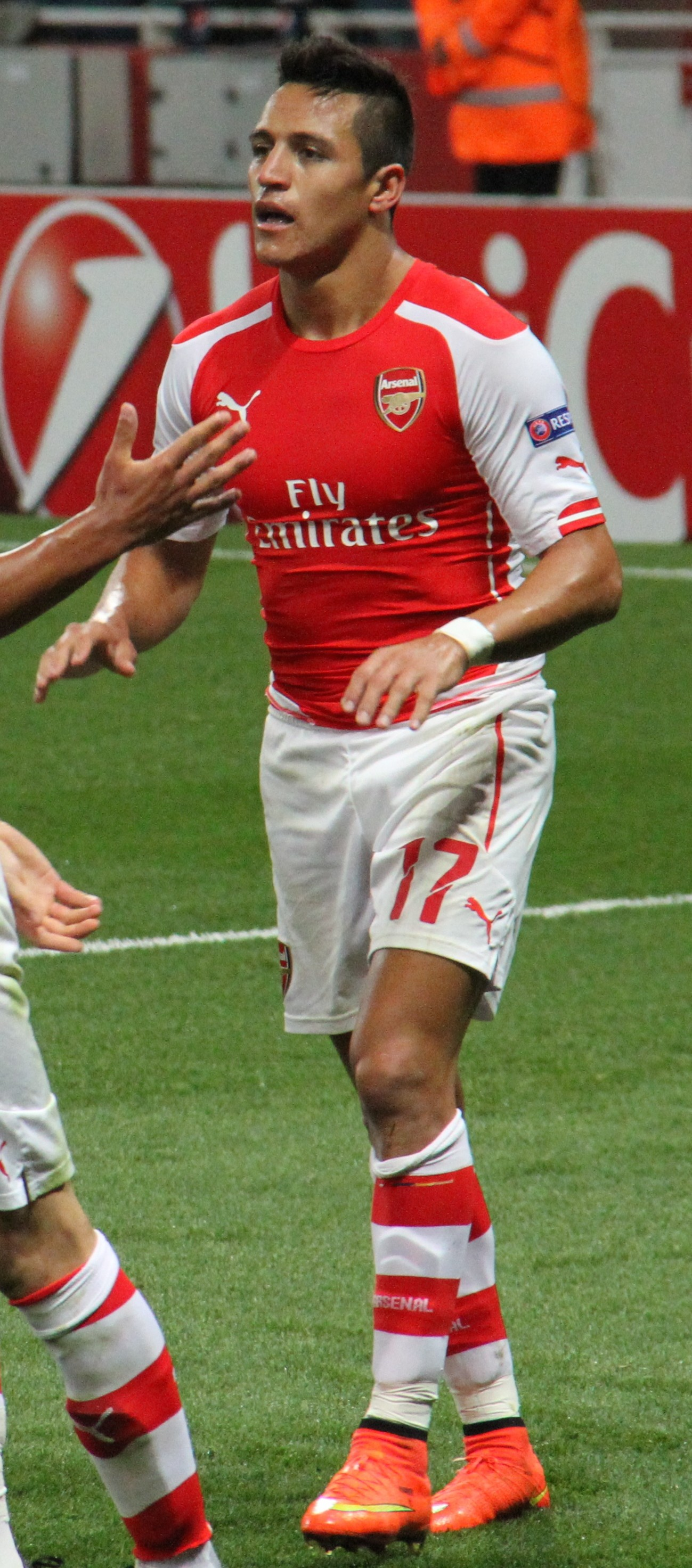
Alexis Sánchez avec Arsenal en 2014.

Le 10 juillet 2014, Alexis Sánchez quitte la Liga pour découvrir la Premier League avec Arsenal. Le montant de son transfert s'élève à 37,8 millions d'euros. Il honore son premier match sous ses nouvelles couleurs lors de l'Emirates Cup contre Benfica en jouant 20 minutes où son équipe l'emporte largement 5 buts à 1. Le 10 août 2014, Alexis remporte son premier titre avec Arsenal, le Community Shield. Le 16 août 2014, il remporte son premier match de championnat face à Crystal Palace, délivrant une passe décisive pour Laurent Koscielny. Il qualifie ensuite son équipe pour les phases de poules de Ligue des Champions en inscrivant l'unique but lors des matchs aller-retour contre Besiktas en phase de barrage. Le 31 août 2014, il marque son premier but en Premier League à la vingtième minute de jeu face à Leicester City FC. Le 13 septembre, il marque son troisième but consécutif et son deuxième en championnat face au Manchester City de Manuel Pellegrini d'une superbe reprise à la 74e minutes de jeu. Le 23 septembre 2014, il marque un superbe coup franc face à Southampton en League Cup.
Grâce à un bon résultat et un bon début à Arsenal, Alexis est logiquement élu joueur du mois de septembre par les supporters. Le premier octobre, il réalise un très bon match face à Galatasaray, en Ligue des Champions, marquant un but et délivrant une passe décisive à Danny Welbeck. Le 22 octobre, Alexis délivre une nouvelle passe décisive à Lukas Podolski à la 92e minute, ce qui permet à Arsenal de gagner ce match 2-1 face à RSC Anderlecht en Ligue des Champions après avoir été mené 1-0 jusqu’à la 89e minute. Arsenal se classe alors deuxième du groupe D. Le 25 octobre, il marque son premier doublé avec Arsenal lors de la neuvième journée de Premier League face à Sunderland et permet à Arsenal de remonter à la cinquième place après 4 matchs sans victoire en Premier League et devient le meilleur buteur d'Arsenal avec 5 buts. Son deuxième but inscrit face à Sunderland est également le 1500e but de l'histoire d'Arsenal en Premier League.
Au début du mois d'octobre, Alexis progresse de plus en plus et grâce à ses bonnes prestations, il est élu joueur du mois d'octobre par les supporters avec 90 % des votes. Le 1er novembre, il inscrit un second doublé lors de la victoire 3 à 0 face à Burnley.

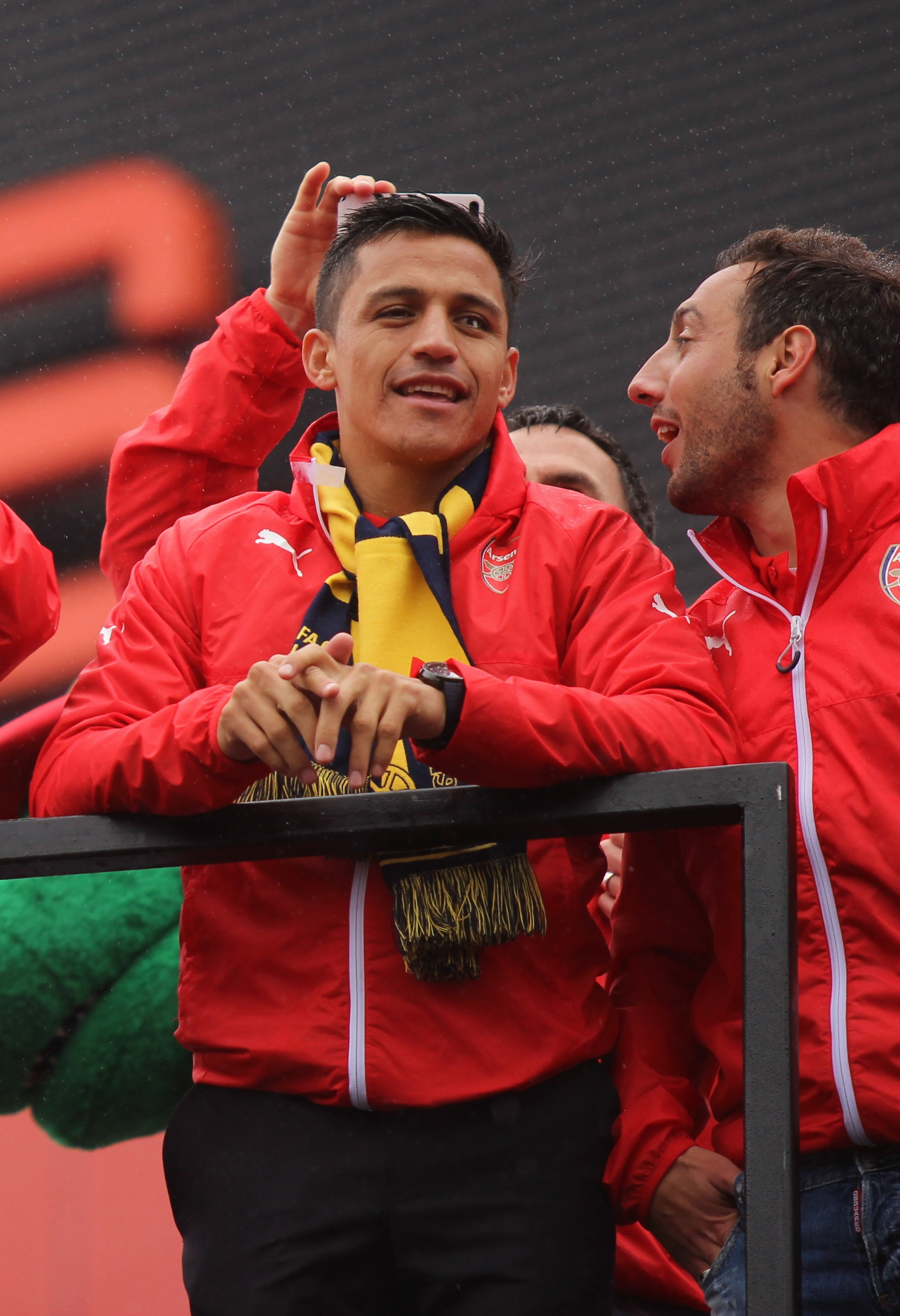
Alexis Sánchez lors de la parade après la victoire en FA Cup.

Le 4 novembre, Alexis inscrit le centième but marqué par Arsenal en Ligue des Champions à l'Emirates Stadium face à RSC Anderlecht d'une superbe volée après avoir tiré un coup franc repoussé par la défense. Le 26 novembre 2014, il marque le deuxième but de la rencontre face à Dortmund et qualifie Arsenal pour les huitièmes de finale de la ligue des champions. Le même jour, il fait partie des 40 joueurs sélectionnés pour le 11 type UEFA de l'année. Le 3 décembre, il marque l'unique but de la rencontre face à Southampton FC à la 89e minute et permet à Arsenal de décrocher leur seconde victoire d'affilée en Premier League. Il est élu pour la troisième fois joueur du mois de novembre par les supporters.
Après une deuxième partie de saison un peu moins flamboyante, il réalise une très bonne performance le 4 avril contre Liverpool où il marque un but exceptionnel et contribue grandement à la victoire des siens (4-1).
Le 18 avril 2015, il inscrit un doublé en FA Cup lors d'un match disputé face à Reading (2-1). En mai, il reçoit le titre de joueur de la saison PFA par les fans. Le 30 mai 2015, il marque le deuxième but dans la finale de la FA Cup 2015 (victoire pour Arsenal 4-0 contre Aston Villa).

##### Saison 2015-2016
Le 27 septembre 2015, lors de la septième journée de Premier League, le Chilien inscrit un triplé historique contre Leicester City, il devient le premier joueur de l'histoire à inscrire trois buts lors d'un même match dans les trois championnats majeurs que sont la Serie A, la Liga et la Premier League. Le 4 octobre 2015 à l'occasion de la huitième journée de Premier League, Alexis Sanchez est auteur d'un doublé contre Manchester United et contribue grandement à la victoire 3-0 contre les Mancuniens. Grâce à cette victoire, son équipe remonte à la deuxième place du championnat.

##### Saison 2016-2017
La saison 2016-2017 d'Arsenal a été plutôt décevante. Même s'ils peuvent remporter la FA Cup contre Chelsea, les Gunners terminent à la 5e place du classement et ratent, pour la première fois sous l'ère Wenger, une qualification en Ligue des Champions. Le Chilien a été de loin le meilleur joueur d'Arsenal cette saison en raison de la quantité de buts marqués et de passes décisives délivrées.

##### Saison 2017-2018
Après une saison canon avec les Gunners d’Arsenal, Alexis Sanchez avait déclaré vouloir quitter la capitale anglaise. Le virevoltant joueur d’Arsenal, Alexis Sanchez, est l’un des joueurs clés de ce mercato hivernal en janvier 2018.

#### Manchester United (2018-2019)

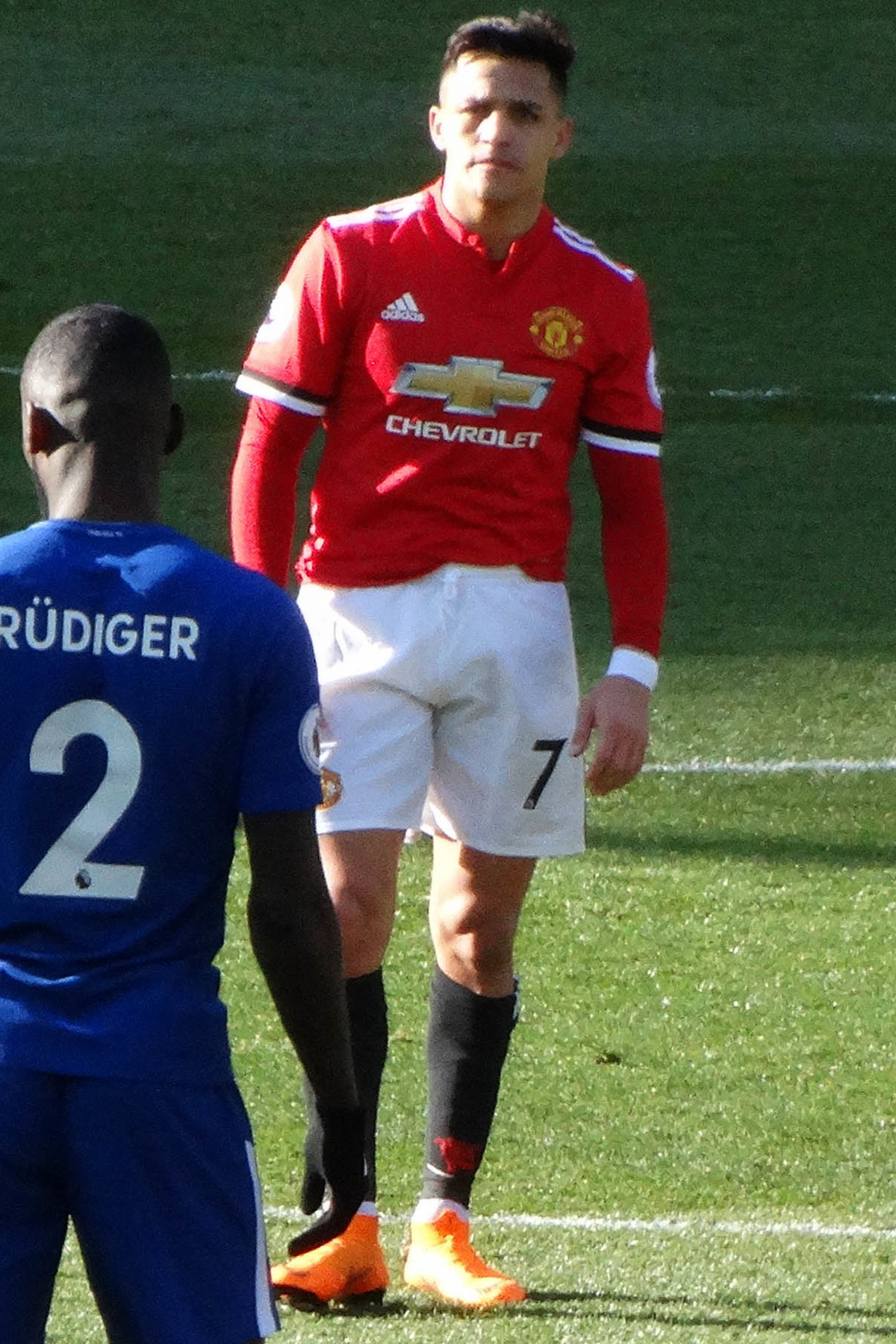
Alexis Sánchez avec Manchester United en 2018.

Le natif de Tocopilla rejoint officiellement Manchester United le 22 janvier 2018. Le joueur arménien Henrikh Mkhitaryan rejoint lui Arsenal dans le cadre de cet échange. L'aventure tourne court. Il est hors de forme. Il ne parvient pas à retrouver son niveau qui était le sien chez les Gunners et perd son statut de titulaire.

#### Inter Milan (2019-2022)
Le Chilien est donc prêté le 29 août 2019 à l'Inter Milan pour la saison 2019-2020. Après un début de saison difficile en raison de blessures, il devient un élément important de l'équipe qui réalise sa plus belle performance depuis 2011. À la reprise du championnat italien après la période du Covid-19, le natif de Tocopilla retrouve un niveau qui convainc les dirigeants de l'Inter et Antonio Conte au point qu'il décide de continuer l'aventure intériste jusqu'en 2023. Il rompt son contrat avec Manchester United et divise son salaire par deux pour intégrer la formation intériste définitivement. Le 8 août 2022, l’Inter Milan annonce sur son site officiel le départ d’Alexis Sánchez.

#### Olympique de Marseille (2022-2023)
Le 11 août 2022, l'Olympique de Marseille confirme sur son site officiel la signature d'Alexis Sánchez surnommé El Niño Maravilla. Il signe un contrat d'une année plus une en option. L'attaquant chilien est accueilli très chaleureusement par les supporters marseillais à son arrivée à l'aéroport Marseille-Provence. Il fait ses débuts avec le club phocéen le 14 août 2022 au Stade Francis Le Blé lors de la rencontre opposant le Stade Brestois à l'OM. Rencontre durant laquelle il entrera en jeu à la mi-temps. Il inscrit son premier but sous les couleurs phocéennes à la dixième minute de jeu face à l'OGC Nice, match au cours duquel il inscrira aussi son premier doublé sous les couleurs phocéennes. Le 13 novembre 2022, il marque son premier coup franc avec l'Olympique de Marseille en déposant le ballon en pleine lucarne face à l’AS Monaco. Le 8 février 2023, il participe au succès de l'Olympique de Marseille lors du huitième de finale de Coupe de France face au PSG (2-1) en inscrivant un penalty. Le 11 février 2023, il marque son deuxième doublé avec l'Olympique de Marseille face à Clermont.

#### Deuxième passage à l'Inter (2023-2024)
Le 26 août 2023, l'Inter Milan, officialise le retour du joueur pour la saison à venir, il a signé un contrat d'un an.

### Carrière internationale

#### Équipe du Chili

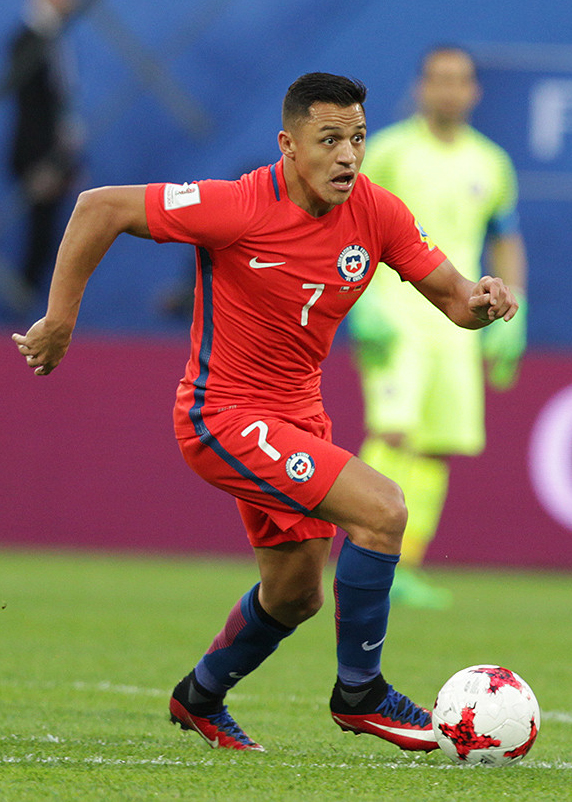
Alexis Sánchez avec le Chili en 2017.

Alexis Sánchez intègre les sélections de jeunes de son pays à partir de la catégorie moins de 16 ans. En avril 2005, il participe au Championnat d'Amérique du Sud des moins de 17 ans, organisés au Venezuela, et inscrit un doublé face au Pérou. Il est sélectionné pour disputer l'édition 2007 de la Coupe du monde des moins de 20 ans au Canada. La sélection chilienne atteint les demi-finales du tournoi, Sánchez prend part à quatre rencontres et marque face au Congo,. Alexis Sánchez dispute son premier match avec l'équipe A du Chili face à la Nouvelle-Zélande le 27 avril 2006. À partir de juin 2008, il prend part aux éliminatoires de la Coupe du monde 2010 avec l'équipe du Chili et devient le meilleur buteur de la zone Amérique du Sud. Il fait partie des 23 joueurs chiliens sélectionnés pour participer à la Coupe du monde 2010. Lors d'un match de qualification pour le mondial 2014 de la zone Amsud, El Nino Maravilla marque son quinzième but en sélection. Le 11 octobre 2013, Sánchez s'offre un doublé contre la Colombie lors de l'avant dernier match des éliminatoires de la coupe du monde 2014 au Brésil. Score final 3-3. Le 15 octobre 2013, Sánchez marque son 20e en qualifiant le Chili pour le mondial 2014 au Brésil. Le 15 novembre 2013, Alexis marque un doublé contre l'Angleterre. Lors du mondial 2014 au Brésil, Alexis Sánchez réalise une très bonne prestation, il est auteur de 2 buts et 1 passe décisive en 4 matchs, il est d'ailleurs élu joueur du match face aux Australiens. Le 22 juin 2017, à l'occasion de la Coupe des confédérations 2017, il marque face à l'Allemagne son 38e but en sélection, dépassant ainsi Marcelo Salas, pour devenir le recordman de buts de l'équipe du Chili.

### Style de jeu
Il est doté d'une vitesse qui le positionne dans le top 10 des joueurs les plus rapides[réf. nécessaire] et d'une agilité impressionnante, très bon dribbleur il aime attirer plusieurs joueurs sur lui afin de pouvoir libérer ses coéquipiers, il a une bonne finition et possède une qualité de passe qui lui permet d'être l'un des meilleurs passeurs de son équipe. Il peut jouer sur les trois positions de l'attaque, malgré sa petite taille, il est fort sur l'homme et il a un bon jeu de tête.

## Statistiques

### En club
| Saison                | Club                   | Championnat           | Championnat | Championnat | Championnat | Coupe nationale | Coupe nationale | Coupe nationale | Coupe de la Ligue | Coupe de la Ligue | Coupe de la Ligue | Supercoupe | Supercoupe | Supercoupe | Compétition(s) continentale(s) | Compétition(s) continentale(s) | Compétition(s) continentale(s) | Compétition(s) continentale(s) | Supercoupe UEFA | Supercoupe UEFA | Supercoupe UEFA | Mondial des clubs | Mondial des clubs | Mondial des clubs | Total | Total | Total |
| Saison                | Club                   | Division              | M.          | B.          | P.d.        | M.              | B.              | P.d.            | M.                | B.                | P.d.              | M.         | B.         | P.d.       | Comp.                          | M.                             | B.                             | P.d.                           | M.              | B.              | P.d.            | M.                | B.                | P.d.              | M.    | B.    | P.d.  |
| 2005                  | Cobreloa               | Primera División      | 35          | 3           | 3           | -               | -               | -               | -                 | -                 | -                 | -          | -          | -          | CL                             | 3                              | 0                              | 0                              | -               | -               | -               | -                 | -                 | -                 | 38    | 3     | 3     |
| 2006                  | Cobreloa               | Primera División      | 12          | 9           | 5           | -               | -               | -               | -                 | -                 | -                 | -          | -          | -          | -                              | -                              | -                              | -                              | -               | -               | -               | -                 | -                 | -                 | 12    | 9     | 5     |
| Sous-total            | Sous-total             | Sous-total            | 47          | 12          | 8           | -               | -               | -               | -                 | -                 | -                 | -          | -          | -          | -                              | 3                              | 0                              | 0                              | -               | -               | -               | -                 | -                 | -                 | 50    | 12    | 8     |
| 2006                  | Colo-Colo (prêt)       | Primera División      | 18          | 4           | 2           | -               | -               | -               | -                 | -                 | -                 | -          | -          | -          | CS                             | 9                              | 1                              | 4                              | -               | -               | -               | -                 | -                 | -                 | 27    | 5     | 6     |
| 2007                  | Colo-Colo (prêt)       | Primera División      | 14          | 1           | 3           | -               | -               | -               | -                 | -                 | -                 | -          | -          | -          | CL                             | 7                              | 3                              | 1                              | -               | -               | -               | -                 | -                 | -                 | 21    | 4     | 4     |
| Sous-total            | Sous-total             | Sous-total            | 32          | 5           | 5           | -               | -               | -               | -                 | -                 | -                 | -          | -          | -          | -                              | 16                             | 4                              | 5                              | -               | -               | -               | -                 | -                 | -                 | 48    | 9     | 10    |
| 2007-2008             | River Plate (prêt)     | Primera División      | 23          | 4           | 3           | -               | -               | -               | -                 | -                 | -                 | -          | -          | -          | CL                             | 8                              | 0                              | 0                              | -               | -               | -               | -                 | -                 | -                 | 31    | 4     | 3     |
| 2008-2009             | Udinese Calcio         | Serie A               | 32          | 3           | 2           | 2               | 0               | 0               | -                 | -                 | -                 | -          | -          | -          | C3                             | 9                              | 0                              | 0                              | -               | -               | -               | -                 | -                 | -                 | 43    | 3     | 2     |
| 2009-2010             | Udinese Calcio         | Serie A               | 32          | 5           | 3           | 4               | 1               | 1               | -                 | -                 | -                 | -          | -          | -          | -                              | -                              | -                              | -                              | -               | -               | -               | -                 | -                 | -                 | 36    | 6     | 4     |
| 2010-2011             | Udinese Calcio         | Serie A               | 31          | 12          | 6           | 2               | 0               | 1               | -                 | -                 | -                 | -          | -          | -          | -                              | -                              | -                              | -                              | -               | -               | -               | -                 | -                 | -                 | 33    | 12    | 7     |
| Sous-total            | Sous-total             | Sous-total            | 95          | 20          | 11          | 8               | 1               | 2               | -                 | -                 | -                 | -          | -          | -          | -                              | 9                              | 0                              | 0                              | -               | -               | -               | -                 | -                 | -                 | 112   | 21    | 13    |
| 2011-2012             | FC Barcelone           | Liga                  | 25          | 12          | 5           | 7               | 1               | 0               | -                 | -                 | -                 | 1          | 0          | 0          | C1                             | 6                              | 2                              | 0                              | 1               | 0               | 0               | 1                 | 0                 | 0                 | 41    | 15    | 5     |
| 2012-2013             | FC Barcelone           | Liga                  | 29          | 8           | 10          | 6               | 2               | 1               | -                 | -                 | -                 | 2          | 0          | 0          | C1                             | 9                              | 1                              | 2                              | -               | -               | -               | -                 | -                 | -                 | 46    | 11    | 13    |
| 2013-2014             | FC Barcelone           | Liga                  | 34          | 19          | 11          | 9               | 2               | 3               | -                 | -                 | -                 | 2          | 0          | 0          | C1                             | 9                              | 0                              | 1                              | -               | -               | -               | -                 | -                 | -                 | 54    | 21    | 15    |
| Sous-total            | Sous-total             | Sous-total            | 88          | 39          | 24          | 22              | 5               | 4               | -                 | -                 | -                 | 5          | 0          | 0          | -                              | 24                             | 3                              | 3                              | 1               | 0               | 0               | 1                 | 0                 | 0                 | 141   | 47    | 31    |
| 2014-2015             | Arsenal FC             | Premier League        | 35          | 16          | 8           | 6               | 4               | 3               | 1                 | 1                 | 0                 | 1          | 0          | 0          | C1                             | 9                              | 4                              | 1                              | -               | -               | -               | -                 | -                 | -                 | 52    | 25    | 12    |
| 2015-2016             | Arsenal FC             | Premier League        | 30          | 13          | 4           | 3               | 1               | 1               | 1                 | 0                 | 0                 | 0          | 0          | 0          | C1                             | 7                              | 3                              | 5                              | -               | -               | -               | -                 | -                 | -                 | 41    | 17    | 10    |
| 2016-2017             | Arsenal FC             | Premier League        | 38          | 24          | 10          | 5               | 3               | 2               | 0                 | 0                 | 0                 | -          | -          | -          | C1                             | 8                              | 3                              | 3                              | -               | -               | -               | -                 | -                 | -                 | 51    | 30    | 15    |
| 2017-2018             | Arsenal FC             | Premier League        | 19          | 7           | 3           | -               | -               | -               | 4                 | 0                 | 1                 | -          | -          | -          | C3                             | 1                              | 1                              | 0                              | -               | -               | -               | -                 | -                 | -                 | 24    | 8     | 4     |
| Sous-total            | Sous-total             | Sous-total            | 122         | 60          | 25          | 14              | 8               | 6               | 4                 | 1                 | 1                 | 1          | 0          | 0          | -                              | 25                             | 11                             | 9                              | -               | -               | -               | -                 | -                 | -                 | 166   | 80    | 41    |
| 2017-2018             | Manchester United      | Premier League        | 12          | 2           | 3           | 4               | 1               | 2               | -                 | -                 | -                 | -          | -          | -          | C1                             | 2                              | 0                              | 0                              | -               | -               | -               | -                 | -                 | -                 | 18    | 3     | 5     |
| 2018-2019             | Manchester United      | Premier League        | 20          | 1           | 3           | 3               | 1               | 1               | -                 | -                 | -                 | -          | -          | -          | C1                             | 4                              | 0                              | 0                              | -               | -               | -               | -                 | -                 | -                 | 27    | 2     | 4     |
| Sous-total            | Sous-total             | Sous-total            | 32          | 3           | 6           | 7               | 2               | 3               | -                 | -                 | -                 | -          | -          | -          | -                              | 6                              | 0                              | 0                              | -               | -               | -               | -                 | -                 | -                 | 45    | 5     | 9     |
| 2019-2020             | Inter Milan (prêt)     | Serie A               | 22          | 4           | 8           | 4               | 0               | 0               | -                 | -                 | -                 | -          | -          | -          | C1+C3                          | 1+5                            | 0+0                            | 1+0                            | -               | -               | -               | -                 | -                 | -                 | 32    | 4     | 9     |
| 2020-2021             | Inter Milan            | Serie A               | 30          | 7           | 4           | 3               | 0               | 0               | -                 | -                 | -                 | -          | -          | -          | C1                             | 5                              | 0                              | 0                              | -               | -               | -               | -                 | -                 | -                 | 38    | 7     | 4     |
| 2021-2022             | Inter Milan            | Serie A               | 25          | 5           | 1           | 5               | 2               | 1               | -                 | -                 | -                 | 1          | 1          | 0          | C1                             | 6                              | 1                              | 1                              | -               | -               | -               | -                 | -                 | -                 | 37    | 9     | 3     |
| 2023-2024             | Inter Milan            | Serie A               | 23          | 2           | 5           | -               | -               | -               | -                 | -                 | -                 | 2          | 0          | 0          | C1                             | 8                              | 2                              | 0                              | -               | -               | -               | -                 | -                 | -                 | 33    | 4     | 5     |
| Sous-total            | Sous-total             | Sous-total            | 99          | 19          | 21          | 12              | 2               | 1               | -                 | -                 | -                 | 3          | 1          | 0          | -                              | 25                             | 3                              | 2                              | -               | -               | -               | -                 | -                 | -                 | 139   | 25    | 24    |
| 2022-2023             | Olympique de Marseille | Ligue 1               | 35          | 14          | 3           | 4               | 2               | 0               | -                 | -                 | -                 | -          | -          | -          | C1                             | 5                              | 2                              | 0                              | -               | -               | -               | -                 | -                 | -                 | 44    | 18    | 3     |
| Total sur la carrière | Total sur la carrière  | Total sur la carrière | 573         | 165         | 102         | 67              | 20              | 16              | 4                 | 1                 | 1                 | 10         | 1          | 0          | -                              | 121                            | 23                             | 19                             | 1               | 0               | 0               | 1                 | 0                 | 0                 | 777   | 210   | 138   |

### En sélection nationale
| Saison                | Sélection             | Phases finales                | Phases finales | Phases finales | Phases finales | Éliminatoires CDM | Éliminatoires CDM | Éliminatoires CDM | Matchs amicaux | Matchs amicaux | Matchs amicaux | Total | Total | Total |
| Saison                | Sélection             | Compétition                   | M              | B              | Pd             | M                 | B                 | Pd                | M              | B              | Pd             | M     | B     | Pd    |
| --------------------- | --------------------- | ----------------------------- | -------------- | -------------- | -------------- | ----------------- | ----------------- | ----------------- | -------------- | -------------- | -------------- | ----- | ----- | ----- |
| 2005-2006             | Chili                 | -                             | -              | -              | -              | -                 | -                 | -                 | 4              | 0              | 0              | 4     | 0     | 0     |
| 2006-2007             | Chili                 | Copa América 2007             | -              | -              | -              | -                 | -                 | -                 | 3              | 0              | 0              | 3     | 0     | 0     |
| 2007-2008             | Chili                 | -                             | -              | -              | -              | 2                 | 0                 | 1                 | 4              | 3              | 1              | 6     | 3     | 2     |
| 2008-2009             | Chili                 | -                             | -              | -              | -              | 7                 | 3                 | 2                 | 3              | 1              | 0              | 10    | 4     | 2     |
| 2009-2010             | Chili                 | Coupe du monde 2010           | 4              | 0              | 1              | 3                 | 0                 | 0                 | 3              | 4              | 0              | 10    | 4     | 1     |
| 2010-2011             | Chili                 | Copa América 2011             | 4              | 1              | 1              | -                 | -                 | -                 | 4              | 2              | 1              | 8     | 3     | 2     |
| 2011-2012             | Chili                 | -                             | -              | -              | -              | 3                 | 0                 | 1                 | 4              | 0              | 2              | 7     | 0     | 3     |
| 2012-2013             | Chili                 | -                             | -              | -              | -              | 6                 | 1                 | 1                 | 3              | 0              | 1              | 9     | 1     | 2     |
| 2013-2014             | Chili                 | Coupe du monde 2014           | 4              | 2              | 1              | 3                 | 3                 | 2                 | 7              | 4              | 7              | 14    | 9     | 10    |
| 2014-2015             | Chili                 | Copa América 2015             | 6              | 1              | 1              | -                 | -                 | -                 | 9              | 2              | 1              | 15    | 3     | 2     |
| 2015-2016             | Chili                 | Copa América Centenario       | 6              | 3              | 2              | 6                 | 3                 | 3                 | 3              | 1              | 0              | 15    | 7     | 5     |
| 2016-2017             | Chili                 | Coupe des confédérations 2017 | 5              | 1              | 1              | 7                 | 3                 | 1                 | 2              | 0              | 2              | 14    | 4     | 4     |
| 2017-2018             | Chili                 | -                             | -              | -              | -              | 4                 | 1                 | 0                 | 2              | 0              | 0              | 6     | 1     | 0     |
| 2018-2019             | Chili                 | Copa América 2019 4e          | 6              | 2              | 1              | -                 | -                 | -                 | 3              | 2              | 0              | 9     | 4     | 1     |
| 2019-2020             | Chili                 | -                             | -              | -              | -              | -                 | -                 | -                 | 2              | 0              | 0              | 2     | 0     | 0     |
| 2020-2021             | Chili                 | Copa América 2021             | 1              | 0              | 0              | 6                 | 3                 | 0                 | -              | -              | -              | 7     | 3     | 0     |
| 2021-2022             | Chili                 | -                             | -              | -              | -              | 9                 | 3                 | 3                 | -              | -              | -              | 9     | 3     | 3     |
| 2022-2023             | Chili                 | -                             | -              | -              | -              | -                 | -                 | -                 | 7              | 2              | 0              | 7     | 2     | 0     |
| 2023-2024             | Chili                 | Copa América 2024             | 3              | 0              | 0              | 5                 | 0                 | 0                 | 3              | 0              | 0              | 11    | 0     | 0     |
| 2024-2025             | Chili                 | -                             | -              | -              | -              | 1                 | 0                 | 0                 | -              | -              | -              | 1     | 0     | 0     |
| Total sur la carrière | Total sur la carrière | Total sur la carrière         | 39             | 10             | 8              | 61                | 20                | 14                | 67             | 21             | 15             | 167   | 51    | 37    |

## Palmarès
| Colo Colo (2)                                                              | River Plate (1)                                           | FC Barcelone (6) | Arsenal (3)                                                                       | Inter Milan (5) | Équipe du Chili (2)                         |
| -------------------------------------------------------------------------- | --------------------------------------------------------- | --- | --------------------------------------------------------------------------------- | --- | ------------------------------------------- |
| - Championnat du Chili (2) - Champion : 2006 (Clôture) et 2007 (Ouverture) | - Championnat d'Argentine (1) - Champion : 2008 (clôture) | - Liga (1) - Champion : 2013 - Coupe du Roi (1) - Vainqueur : 2012 - Supercoupe d'Espagne (2) - Vainqueur : 2011 et 2013 - Supercoupe de l'UEFA (1) - Vainqueur : 2011 - Coupe du monde des clubs (1) - Vainqueur : 2011 | - FA Cup (2) - Vainqueur : 2015 et 2017 - Community Shield (1) - Vainqueur : 2014 | - Serie A (2) - Champion : 2021 et 2024 - Coupe d'Italie (1) - Vainqueur : 2022. - Supercoupe d'Italie (2) - Vainqueur : 2021 et 2023 | - Copa América (2) - Vainqueur : 2015, 2016 |

En plus de ses trophées remportés, Alexis Sánchez a également été finaliste de la Copa Sudamericana en 2006 avec Colo Colo, de la FA Cup en 2018 avec Manchester United et de l'Europa League en 2020 avec l'Inter Milan. Avec sa sélection nationale, il est également finaliste de la Coupe des Confédérations en 2017.

### Distinctions personnelles
- Chili : 
  - Membre de l'équipe type de la Copa América Centenario
  - Meilleur joueur de la Copa América Centenario
  - 2e meilleur joueur de la Coupe des Confédérations 2017
- Arsenal
  - Membre de l'équipe type de Premier League en 2015
  - Élu meilleur joueur du mois d'octobre 2015 en Premier League
  - Nommé 10e au Ballon d'or 2015
- Olympique de Marseille
- ○ Élu Olympien du mois en septembre            2022 et janvier, février, mars, avril 2023
- ○ Élu Olympien de la saison 2022-2023